# Notommata voigti
Notommata voigti är en hjuldjursart som beskrevs av Donner 1949. Notommata voigti ingår i släktet Notommata och familjen Notommatidae. Inga underarter finns listade i Catalogue of Life.